# Paul Dhormoys
Ne doit pas être confondu avec Louis-Eugène Lambert.
Paul Dhormoys, né Louis-Eugène Lambert le 30 septembre 1828 à Paris et mort le 18 décembre 1889 à Mortefontaine (Oise), est un homme de lettres et haut fonctionnaire français.

## Biographie
Né le 30 septembre 1828 au no 9 de la rue de la Grange-aux-Belles, Louis-Eugène Lambert est le fils de Jeanne-Françoise-Célestine Lambert, née Vanard, et de Jean-Guillaume Lambert, employé (plus tard contrôleur en chef au Conseil général des bâtiments civils).

### Débuts dans l'administration et carrière diplomatique (1848-1858)
Sous la Deuxième République, Eugène Lambert fut l'un des élèves de l'éphémère École d'administration. Après la dissolution de celle-ci, en 1849, le jeune homme obtint sur concours d'être attaché en tant que surnuméraire au ministère des Affaires étrangères. C'est à ce titre qu'il fut nommé en 1853 chancelier de première classe du consulat de France à Santo Domingo. Son séjour aux Antilles lui inspira plus tard plusieurs ouvrages. Le 3 juillet 1855, à Saint-Pierre (Martinique), il épousa, Jeanne-Thérèse-Sophie-Elizabeth-Hortense Jusselain (1834-1920), fille du négociant pierrotain Louis-François « Ajax » Jusselain et sœur du lieutenant Pierre-François « Armand » Jusselain.
En 1856, il déclina sa nomination au consulat de Varsovie et quitta ainsi la carrière diplomatique. Il fut alors nommé percepteur à Jouy-en-Josas puis à Chassenay, avant d'être mis en disponibilité sur sa demande le 14 janvier 1858.

### Débuts littéraires sous le Second Empire
Entré en littérature et en journalisme sous le nom de plume de « Paul Dhormoys », Eugène Lambert se fit connaître du public après le 5 septembre 1858, date à laquelle Le Figaro commença la publication d'Une Visite chez Soulouque, édité en volume peu de temps après. Il collabora dès 1859 à la Revue européenne d'Auguste Lacaussade et au Monde illustré, dont il devint secrétaire de la rédaction.
Secrétaire de l'administration de l'Opéra à partir de février 1863, il demanda sa mise en congé en décembre 1864 avant d'être remplacé par Camille du Locle. Il collabora ensuite au Soleil et au Derby. Ayant ses entrées à la cour impériale et aux « séries » de Compiègne, dont il rédigea des comptes-rendus à destination de L'Événement de Villemessant, il fut nommé chevalier de la Légion d'honneur avant la fin du Second Empire.

### Secrétaire-rédacteur de la chambre basse et préfet (1867-1873)

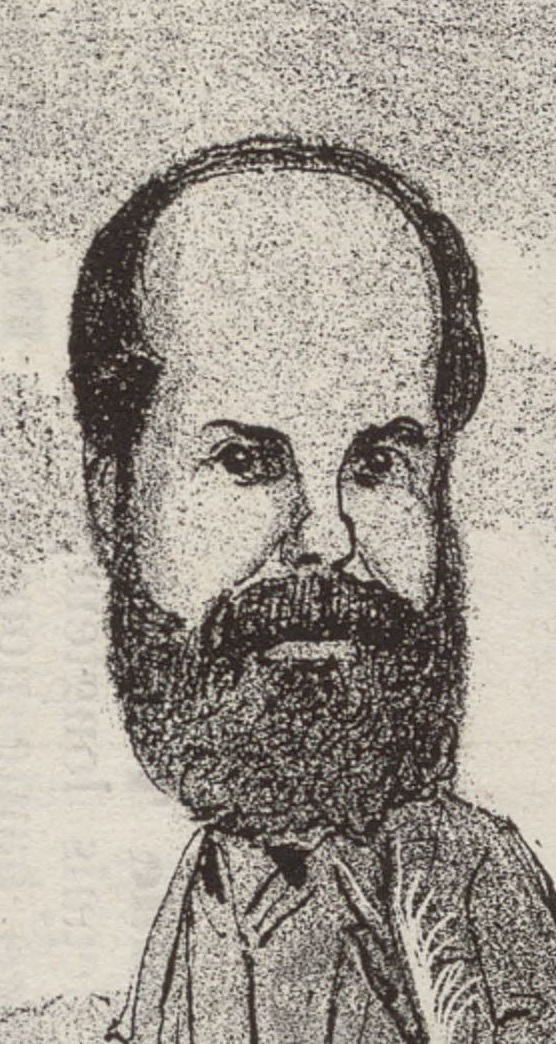
Caricature de Paul Dhormoys par Hadol (1867).

En 1866-1867, alors qu'il était courriériste à L’Étendard d'Auguste Vitu, Lambert obtint sur concours la place de secrétaire-rédacteur au Corps législatif précédemment occupée par Ludovic Halévy. Resté en poste après le remplacement du Corps législatif par l'Assemblée nationale, il exerça ses fonctions jusqu'en 1873.
En janvier 1871, il s'installa à Bordeaux, ville qui faisait office de capitale de la France pendant le siège de Paris. Là, les relations politiques de cet ancien élève de Jules Simon (qu'il hébergea pendant l'entrevue de celui-ci avec Léon Gambetta) et ami du marquis de Talhouët lui permirent d'être nommé préfet de la Corse le 23 février 1871. Il n'occupa cependant ce poste que deux mois avant d'être remplacé le 23 avril 1871.
Par décret du 9 mai 1873, il fut promu officier de la Légion d'honneur.
Le 1er juillet 1873, il fut nommé préfet de la Haute-Marne et resta à ce poste jusqu'au 21 décembre de la même année. Le mois suivant, un décret daté du 20 janvier 1874 l'autorisa à substituer son pseudonyme à son nom patronymique,.

### Dernières années (1873-1889)
En 1886 et 1887, Paul Dhormoys publia La Comédie politique, deux volumes de souvenirs et d'indiscrétions sur les événements et les acteurs politiques du Second Empire et du début de la Troisième République.
Retraité depuis 1888 et retiré à Mortefontaine, près de Chantilly, il y mourut relativement pauvre, le 18 décembre 1889, à l'âge de 61 ans.

#### Ouvrages de Paul Dhormoys
- Une Visite chez Soulouque, 1859.
- Faire son chemin (comédie), 1860.
- L'Empire de Soulouque, 1862.
- Un Piège (comédie), 1862.
- Sous les Tropiques, souvenirs de voyage, 1865.
- La Cour à Compiègne, confidences d'un valet de chambre, 1866.
- La Vertu de M. Bourget, 1869.
- Sapajou, histoire d'un abonné de l'Opéra, 1885.
- La Comédie politique, souvenirs d'un comparse, 2 volumes, 1886-1887.